# D (gruppo musicale)
(ASAGI parla dei D.)
I D (D?) sono un gruppo musicale visual kei giapponese fondato nel 2003, nato dallo scioglimento della band Syndrome.
I D utilizzano spesso nei testi delle loro canzoni parole proveniente da altre lingue: oltre all'inglese, usato estensivamente, scrivono anche versi in francese, italiano, rumeno, tedesco e persino arabo.

## Storia del gruppo
Il bassista KISAKI, una delle più importanti personalità della scena musicale giapponese, fondò nel 2000 la band dei Syndrome, composta da sé stesso ed altri quattro membri provenienti ognuno da gruppi musicali diversi. L'esperienza terminò alla fine del 2002 dopo un'intensa attività e produzione, e tre dei componenti (Asagi, SIN e Ruiza) decisero di ricostituire un nuovo progetto musicale; dopo pochi mesi dallo scioglimento dei Syndrome furono reclutati Lena ed Hiroki: nel marzo del 2003 nacquero i D (chiamati così per via della grafia della lettera), poco dopo viene pubblicato il loro primo mini-album NEW BLOOD. Poco tempo dopo, SIN decise di lasciare la band e Ruiza fu ricoverato d'urgenza in ospedale; per un breve periodo la band si trovò sprovvista di chitarristi, così i restanti Asagi (che nel frattempo cambiò grafia del nome in ASAGI), Lena ed HIROKI si esibirono insieme nella forma di session band per un concerto al BIG CAT di Osaka sotto il nome di Night of the children. In quell'occasione furono chiamati come chitarristi tetsu (ex Domestic+Child, noto anche come Satoshi) e HIDE-ZOU (ex S to M).
Dopo la dimissione di Ruiza dall'ospedale, il 27 settembre D tornarono ufficialmente in attiva con alla chitarra HIDE-ZOU. La prima performance dei ricomposti D, Believe or not Believe, si tenne il 27 novembre dello stesso anno, durante il concerto venne distribuito il singolo Alice. Nel 2004 suonarono molti concerti, pubblicarono diversi singoli e un nuovo mini album, Paradox, che finì al 13º posto secondo la classifica indie Oricon. Nel luglio del 2005 il bassista Lena lasciò la band prima delle registrazioni del primo album The name of the ROSE, lasciando a HIDE-ZOU il ruolo di bassista in sede live. A rimpiazzarlo in sala di registrazione fu invece il produttore della band e polistrumentista Tatsuya Kase.
A dicembre entrò a far parte del gruppo Tsunehito, che recuperò il ruolo lasciato vacante da Lena e completò l'attuale formazione dei D. Nel 2006 uscì nei negozi in una doppia versione il secondo album Tafel Anatomie e vennero stampate e registrate nuovamente alcune vecchie uscite della band. Tuttavia, a partire dall'uscita di Tafel Anatomie, Ruiza (insieme ad ASAGI principale autore dei brani) iniziò per la prima volta ad assumere un ruolo più marginale in fase di composizione. Oltre alle uscite ufficiali di gruppo, i componenti della band evidenziarono un desiderio di emergere dal loro ruolo: a luglio uscì un CD solista di Ruiza, amenity gain (preceduto da un altro nel 2001), e a settembre quello di ASAGI, intitolato Corvinus. Sempre nel 2006 i D partirono per un nuovo tour intitolato Ultimate lover, che fu scelto pochi mesi più tardi anche come nome del loro fanclub ufficiale, inaugurato il 7 dicembre. ASAGI non riuscì ad essere sempre presente alle registrazioni in studio a causa delle cattive condizioni di salute dei propri animali domestici, e trascorse il Capodanno insieme con i suoi felini fino alla loro completa guarigione all'Animal Hospital.
Nel 2007 pubblicarono Neo culture ~Beyond the world~, ricevendo subito un'offerta di lavoro dall'etichetta discografica avex trax. Dal febbraio 2008 iniziarono un tour di concerti con cui salutarono la loro carriera indie; a maggio tornarono sul palco per presentare al pubblico il loro nuovo singolo e primo della loro carriera major, BIRTH. Il successivo singolo doppia a-side Yami no kuni no Alice/Hamon fu utilizzato come colonna sonora del film Twilight Syndrome e nel relativo videogioco. Nel 2009 uscì il loro album di maggior successo: Genetic World. I singoli estratti entrarono tutti nella top ten dei singoli più venduti in Giappone,e lo stesso album si piazzò all'undicesimo posto vendendo in una settimana oltre 12000 copie. Accusati dai fans più affezionati di aver perso parte della loro identità a partire dal debutto major, per il successivo disco 7th Rose i D decidosero di operare un "ritorno alle origini", ma subirono un netto crollo di vendite e affluenza ai concerti. Pochi mesi dopo si trasferirono dalla avex trax alla nuova sussidiaria per gruppi visual kei HPQ.
Nel 2011 promossero il loro terzo album major VAMPIRE SAGA (classificatosi 29º tra gli album più venduti della settimana in Giappone, vendendo poco meno di 4000 copie) per la prima volta con un tour mondiale in Giappone, Europa e Stati Uniti.

## Formazione

### Formazione attuale
- ASAGI (浅葱?), vero nome[7] Takahiro Ogawa (小川 貴博?), 29/08/? - voce
- Ruiza (涙沙?), vero nome[8] Yoshiyuki Nakahama (中浜 慶幸?), 18/02/1979 - chitarra elettrica ed acustica
- HIDE-ZOU (英蔵?), vero nome Hidenori Saitō (斎藤 英稔?)[senza fonte], 19/11/? - chitarra elettrica (dal 27/09/2003)
- Tsunehito (恒人?), vero nome Tsunehito Ōmiya (大宮 恒人?)[senza fonte], 05/03/? - basso (dal 05/12/2005)
- HIROKI (大城?), vero nome Hiroki Kobayashi (小林 大城?)[senza fonte], 20/07/? - batteria

### Ex componenti
- SIN (SIN?), 04/02/? - chitarra (marzo~giugno 2003)
- Lena[9] (レナ?), 23/04/? - basso (marzo 2003 - 23/07/2005)

### Membri di supporto
- tetsu, 29/01/? - chitarra (solo nei Night of the children)
- Tatsuya Kase, 13/10/? - basso e sintetizzatore (solo in The name of the ROSE)

### Cronologia
- ASAGI: Balsamic → JE*REVIENS → Syndrome → Kochō → D, carriera solista
- Ruiza: Distray → LAYBIAL → Syndrome → D
- HIDE-ZOU: Lapis → Clair de Lune → As'REAL → S to M → Aioros → D
- Tsunehito: Relude → Gibs → SCISSOR → D
- HIROKI: OVERTKER → Michiru Project → Aioria → MU:TATION → S to M → Aioros → D
  - SIN: WITH SEXY → NEO-SADISM → Vasalla → Syndrome → D → ha abbandonato la carriera musicale
  - Lena: PERSONA → D → ha abbandonato la carriera musicale

## Discografia
Le specifiche sono indicate fra parentesi "()", le note dopo il punto e virgola ";".

### Album

#### Album originali
- 28/09/2005 - The name of the ROSE
  - 08/02/2006 - The name of the ROSE; seconda edizione completamente risuonata col nuovo componente Tsunehito, con copertina diversa e tre bonus track
- 18/10/2006 - Tafel Anatomie (edizione speciale)
  - 22/11/2006 - Tafel Anatomie (edizione normale)
- 07/11/2007 - Neo culture ~Beyond the world~
- 25/02/2009 - Genetic World
- 24/03/2010 - 7th Rose
- 12/01/2011 - VAMPIRE SAGA
- 14/11/2012 - Namonaki mori no yumegatari (名もなき森の夢語り?)
- 12/11/2014 - KINGDOM (KINGDOM?)
- 26/10/2016 - Wonderland Savior (Wonderland Savior?)
- 03/04/2020 - Narrow Escape (Narrow Escape?)
- 23/11/2021 - Zmei (Zmei?)

#### Mini album
- 18/07/2003 - NEW BLOOD
  - 08/12/2004 - NEW BLOOD ~second impact~ (seconda edizione con un brano extra)
- 07/01/2004 - Paradox
  - 03/05/2006 - Paradox (seconda edizione rimasterizzata e remixata)
- 04/03/2009 - TOUR 2008 "Alice in Dark Edge", mini-album live
- 21/11/2011 - Huang di ~Yami ni umareta mukui~ (皇帝～闇に生まれた報い～?)[10]; due versioni con copertine diverse: una con DVD allegato con videoclip e l'altra con due tracce in più
- 26/10/2017 - Orokashii ryū no yume (愚かしい竜の夢?)
- 21/12/2018 - Kumikyoku 「Kyōō」 (組曲「狂王」?)

#### Raccolte
- 07/04/2013 - Treasure Box (Treasure Box?); cofanetto in due CD e un DVD celebrativo del decennale con l'etichetta discografica GOD'S CHILD
- 21/08/2013 - Bloody Rose "Best Collection 2007-2011" (Bloody Rose "Best Collection 2007-2011"?)
- 26/03/2014 - D Vampire Chronicle ～V-Best Selection～

### Compilation
- 26/01/2011 - CRUSH! -90's V-Rock best hit cover songs- (CRUSH! -90's V-Rock best hit cover songs-?); raccolta di cover di artisti visual kei anni novanta
  - Gekka no yasōkyoku (月下の夜想曲?); cover dei MALICE MIZER

### Singoli
- 27/11/2003 - Alice
- 12/05/2004 - Yume narishi kūchū teien
  - 03/05/2006 - Yume narishi kūchū teien (riedizione dell'omonimo singolo con due brani in più)
- 04-13-23/11/2004 - Mayutsuki no hitsugi
- 12/01/2005 - Mahiro no koe ~Synchronicity~ (真昼の声 〜Synchronicity〜?)
  - 06/04/2005 - Mahiro no koe ~Synchronicity~ (seconda edizione con copertina diversa)
- 17/02/2005 - Shiroi yoru (白い夜?) (distribuito gratuitamente durante un concerto)
- 22/06/2005 - Yami yori kurai dōkoku no a cappella to bara yori akai jōnetsu no aria (闇より暗い慟哭のアカペラと薔薇より赤い情熱のアリア?); due versioni con copertine diverse: una con DVD allegato con videoclip e l'altra con una traccia in più
- 21/05/2006 - Ultimate lover (Ultimate lover?) (distribuito gratuitamente durante un concerto)
  - 13/02/2012 - Ultimate lover (Ultimate lover?) (riedizione disponibile solo per i membri del fanclub)
- 03/08/2006 - Taiyō wo okuru hi (太陽を葬る日?); due versioni con copertine diverse: una con DVD allegato con videoclip e l'altra con una traccia in più
- 25/04/2007 - Dearest you (Dearest you?); due versioni con copertine diverse: una con DVD allegato con videoclip e l'altra con una traccia in più
- 18/07/2007 - Ōka sakisomenikeri (桜花咲きそめにけり?); due versioni con copertine diverse: una con DVD allegato con videoclip e l'altra con una traccia in più
- 15/08/2007 - Schwarzschild (Schwarzschild?); due versioni con copertine diverse: una con DVD allegato con videoclip e l'altra con una traccia in più
- 07/05/2008 - BIRTH (BIRTH?); tre versioni con copertine e tracklist diverse, di cui una con DVD allegato con videoclip
- 03/09/2008 - Yami no kuni no Alice/Hamon (闇の国のアリス/波紋?); tre versioni con copertine e tracklist diverse, di cui una con DVD allegato con videoclip
- 21/01/2009 - Snow White (Snow White?); tre versioni con copertine e tracklist diverse, di cui due con DVD allegati con videoclip e making of
- 23/09/2009 - Tightrope (Tightrope?); tre versioni con copertine e tracklist diverse, di cui due con DVD allegati con videoclip e making of
- 02/12/2009 - Day by Day (Day by Day?); tre versioni con copertine e tracklist diverse, di cui due con DVD allegati con videoclip e making of
- 10/03/2010 - Kaze ga mekuru page (風がめくる頁?); due versioni con copertine diverse: una con DVD allegato con videoclip e l'altra con una traccia in più
- 28/07/2010 - Akaki hitsuji ni yoru bansankai
- 17/11/2010 - In the name of justice
- 28/07/2011 - Torikago goten ~L'Oiseau bleu~
- 30/05/2012 - Dying message (Dying message?); tre versioni con copertine e tracklist diverse, di cui due con DVD allegati con videoclip e making of
- 18/07/2012 - Danzai no gunner (断罪の銃士?); tre versioni con copertine e tracklist diverse, di cui due con DVD allegati con videoclip e making of
- 12/04/2013 - Bon Voyage! (Bon Voyage!?); (venduto soltanto durante l'evento 10th Anniversary Special premium Live [Bon Voyage!])
- 28/08/2013 - Rosenstrauss (Rosenstrauss?); quattro versioni con copertine e tracklist diverse, di cui tre con DVD, booklet o card per il videogioco VAMPIRE SAGA allegati
- 11/12/2013 - DARK WINGS (DARK WINGS?); quattro versioni con copertine e tracklist diverse, di cui tre con DVD, booklet o card per il videogioco VAMPIRE SAGA allegati
- 15/12/2013 - Taiyō wo se ni shite (太陽を背にして?) (distribuito gratuitamente durante un concerto); con card per il videogioco VAMPIRE SAGA allegata
- 23/07/2014 - Tuski no sakazuki (月の杯?); quattro versioni con copertine e tracklist diverse, di cui tre con DVD, booklet o card per il videogioco VAMPIRE SAGA allegati
- 13/12/2014 - Dandelion (Dandelion?) (distribuito gratuitamente durante un concerto); con card per il videogioco VAMPIRE SAGA allegata
- 16/09/2015 - HAPPY UNBIRTHDAY (HAPPY UNBIRTHDAY?); quattro versioni con copertine e tracklist diverse, di cui due con DVD o booklet allegati
- 09/12/2015 - MASTER KEY (MASTER KEY?); quattro versioni con copertine e tracklist diverse, di cui due con DVD, booklet o adesivi allegati
- 16/07/2016 - Himitsu kessha K club (秘密結社 K倶楽部?) (venduto soltanto durante i concerti del tour D TOUR 2016「Wonderland Savior ~Taiyō no haguruma~」); l'edizione in vendita alla data conclusiva del tour il 29 agosto 2016 presso la sala da concerto TSUTAYA O-EAST ha una copertina diversa
- 28/06/2017 - Dark fairy tale (Dark fairy tale?); quattro versioni con copertine e tracklist diverse
- 12/04/2018 - Narrow Escape (Narrow Escape?); due versioni con copertine e tracklist diverse
- 27/06/2018 - Revive ~Kōhai toshi~ (Revive ～荒廃都市～?); tre versioni con copertine e tracklist diverse
- 14/11/2018 - Deadly sin (Deadly sin?); tre versioni con copertine e tracklist diverse
- 29/04/2019 - Kaigen (開眼?); indicato col titolo Dahlie in copertina
- 10/07/2019 - Dōkeshi no catharsis (道化師のカタルシス?); due versioni con copertine e tracklist diverse
- 22/10/2019 - UNCROWNED KING (UNCROWNED KING?)
- 04/04/2020 - Kakumo fukaki tamashii no rinbukyoku (斯くも深き魂の輪舞曲?)
- 20/04/2020 - Hang in there (Hang in there?)
- 08/05/2020 - Hard Koala (Hard Koala?); primo di due singoli di beneficenza per gli incendi in Australia del 2019-2020
- 08/05/2020 - ACACIA ~Pray For Australia~ (ACACIA ～Pray For Australia～?); secondo di due singoli di beneficenza per gli incendi in Australia del 2019-2020
- 30/10/2021 - Zmei ~Fumetsuryū~ (Zmei ～不滅竜～?)
- 01/01/2023 - Bara no seisen (薔薇の聖戦?)

### DVD
- 14/03/2007 - D Tafel Anatomie TOUR 2006 ~12.06 TOUR FINAL Shibuya kōkaidō~
  - 05/2007 - Tafel Anatomie ~Sense Cell~ out-takes dal DVD del Tafel Anatomie TOUR 2006, venduto tramile mailorder della rivista Shoxx
- 30/07/2008 - LAST INDIES TOUR 2008 Follow me ~05.05 FINAL Akasaka BLITZ~
- 04/03/2009 - TOUR 2008 "Alice in Dark Edge" Final
- 31/03/2010 - D 1st Video Clips
- 27/04/2011 - D Tour 2010 In the name of justice Final DVD
- 20/10/2011 - D TOUR 2011 VAMPIRE SAGA ~Path of the Rose~